# Quadrangle de Lavinia Planitia
Le quadrangle de Lavinia Planitia (littéralement :  quadrangle de la plaine de Lavinia), aussi identifié par le code USGS V-55, est une région cartographique en quadrangle sur Vénus. Elle est définie par des latitudes comprises entre 25° et 50° S et des longitudes comprises entre 330° et 360° E,. Il tire son nom de la plaine de Lavinia.